# 向山源太夫
向山 源太夫（むこうやま げんだゆう）は、江戸時代後期の旗本。諱は篤。通称が源太夫。誠斎と号す。別号に偶堂。向山黄村を養子に迎えている。

## 略歴
蔵米100俵取りの旗本、向山吉之丞の長子として誕生した。文化14年（1817年）に家督を継ぐ。
小普請組から天保元年（1830年）に書物御用出役に任ぜられ、天保9年（1838年）に奥右筆に転ず。幕府保管文書のうち、興味をひくものを私に筆録し始める。天保の改革にさいし、旧慣先例の調査に功績ありとして、天保14年（1843年）に勘定組頭に抜擢。勝手方御用となり、老中・土井利位の財政改革に協力するが、土井の失脚と共に勘定方を免ぜられる。
安政2年（1855年）5月、新設された箱館奉行支配組頭に就任し、開港準備、蝦夷地経営にあたる。安政3年（1856年）に西蝦夷と樺太の調査のため、松浦武四郎を同行させ、樺太の全島調査を終えた頃に病にかかり、ヲトシマナイ（宗谷村）に戻って8月10日に死去。12月14日、箱館の称名寺で葬儀。享年56。